# Mangroves du Pacifique sud-américain
Localisation
Les mangroves du Pacifique sud-américain forment une écorégion terrestre définie par le Fonds mondial pour la nature (WWF), qui appartient au biome des mangroves de l'écozone néotropicale. Elle est constituée de nombreuses poches de végétation éparpillées le long de la côte pacifique de l'Amérique du Sud, entre le centre du Panama et le Nord du Pérou. Elle fait partie de la liste « Global 200 » sous le nom de « mangroves du bassin de Panama ».

## Divisions
L'écorégion se divise en cinq secteurs, anciennement considérés comme des systèmes indépendants.

### Mangroves du golfe de Panama
Ces mangroves occupent la majeure partie du golfe de Panama, de la baie de Parita (en) à celle de San Miguel. La diversité exceptionnelle de cette région correspond à une forte variation des conditions climatiques, dues aux perturbations des ouragans et de El Niño. La partie occidentale est ainsi bien plus sèche et les mangroves y sont nettement moins développées que dans la partie orientale.

### Mangroves d'Esmeraldas et de la côte pacifique colombienne
Cette vaste région s'étend le long de la côte depuis le golfe de Tribugá en Colombie jusqu'à la baie de Mompiche en Équateur, et comprend notamment les embouchures des fleuves San Juan, Naya, Guapi, Mira et Esmeraldas.

### Mangroves de Manabí
Il s'agit principalement de forêts d'halophytes réparties le long de la côte équatorienne, dans la province de Manabí. Elles forment deux subrégions: la première se situe entre la rivière Muisne (en) et la ville de Pedernales, la seconde est limitée par les villes de Bahía de Caráquez et de Portoviejo.

### Mangroves du golfe de Guayaquil et de Tumbes
Ces mangroves forment un ensemble assez homogène autour du golfe de Guayaquil en Équateur et s'étendent jusqu'à l'extrémité Nord de la province de Tumbes au Pérou.

### Mangroves de Piura
C'est la région la plus petite, la plus méridionale et la moins connue. Elle borde l'embouchure du Río Piura au Pérou et constitue une halte importante pour les oiseaux migrateurs avant le désert de Sechura.